# Rhacochelifer hoggarensis
Espèce
Synonymes
- Rhacochelifer maculatus hoggarensis Vachon, 1940

Rhacochelifer hoggarensis est une espèce de pseudoscorpions de la famille des Cheliferidae.

## Distribution
Cette espèce se rencontre en Algérie et en Espagne.

## Description
Le mâle holotype mesure 3 mm.

## Étymologie
Son nom d'espèce, composé de hoggar et du suffixe latin -ensis, « qui vit dans, qui habite », lui a été donné en référence au lieu de sa découverte, le Hoggar.

## Publication originale
- Vachon, 1940 : Remarques sur quelques Pseudoscorpions du Sahara Central à propos des récoltes du Professeur L. G. Seurat, au Hoggar (Mars-Avril 1928). Bulletin du Muséum National d'Histoire Naturelle, Paris, sér. 2, vol. 12, p. 157-160 (texte intégral).